# Saison 2023-2024 de l'Arsenal FC
Chronologie
Saison précédente Saison suivante
La saison 2023-2024 est la 32e saison de l'Arsenal FC consécutive en Premier League.

## Transferts

### Transferts estivaux
| Nom                    | Nationalité   | Poste     | Transfert          | Provenance/Destination | Division        |
| ---------------------- | ------------- | --------- | ------------------ | ---------------------- | --------------- |
| Arrivées               |               |           |                    |                        |                 |
| Declan Rice            | Angleterre    | Milieu    | Transfert (116M€)  | West Ham United        | Premier League  |
| Kai Havertz            | Allemagne     | Milieu    | Transfert (75M€)   | Chelsea FC             | Premier League  |
| Jurriën Timber         | Pays-Bas      | Défenseur | Transfert (40M€)   | Ajax Amsterdam         | Eredivisie      |
| David Raya             | Espagne       | Gardien   | Prêt (3,5M€)       | Brentford FC           | Premier League  |
| Arthur Okonkwo         | Angleterre    | Gardien   | Retour de prêt     | Wrexham AFC            | National League |
| Albert Sambi Lokonga   | Belgique      | Milieu    | Retour de prêt     | Luton Town             | Championship    |
| Départs                |               |           |                    |                        |                 |
| Folarin Balogun        | États-Unis    | Attaquant | Transfert (30M€)   | AS Monaco              | Ligue 1         |
| Granit Xhaka           | Suisse        | Milieu    | Transfert (15M€)   | Bayer Leverkusen       | Bundesliga      |
| Matt Turner            | États-Unis    | Gardien   | Transfert (8,15M€) | Nottingham Forest      | Premier League  |
| Pablo Marí             | Espagne       | Défenseur | Transfert (6,20M€) | AC Monza               | Serie A         |
| Auston Trusty          | États-Unis    | Défenseur | Transfert (5,80M€) | Sheffield United       | Premier League  |
| Kieran Tierney         | Écosse        | Défenseur | Prêt (1,40M€)      | Real Sociedad          | LaLiga          |
| Rob Holding            | Angleterre    | Défenseur | Transfert (1,20M€) | Crystal Palace         | Premier League  |
| Nuno Tavares           | Portugal      | Défenseur | Prêt (1,15M€)      | Nottingham Forest      | Premier League  |
| Marquinhos             | Brésil        | Attaquant | Prêt (300K€)       | FC Nantes              | Ligue 1         |
| Ainsley Maitland-Niles | Angleterre    | Milieu    | Transfert libre    | Olympique lyonnais     | Ligue 1         |
| Nicolas Pépé           | Côte d’Ivoire | Attaquant | Transfert libre    | Trabzonspor            | Süper Lig       |
| Rúnar Alex Rúnarsson   | Islande       | Gardien   | Prêt               | Cardiff City FC        | Championship    |
| Arthur Okonkwo         | Angleterre    | Gardien   | Prêt               | Wrexham AFC            | League Two      |
| Albert Sambi Lokonga   | Belgique      | Milieu    | Prêt               | Luton Town             | Premier League  |

### Transferts hivernaux
| Nom                  | Nationalité | Poste     | Transfert       | Provenance/Destination | Division     |
| -------------------- | ----------- | --------- | --------------- | ---------------------- | ------------ |
| Arrivées             |             |           |                 |                        |              |
| Marquinhos           | Brésil      | Attaquant | Retour de prêt  | FC Nantes              | Ligue 1      |
| Rúnar Alex Rúnarsson | Islande     | Gardien   | Retour de prêt  | Cardiff City FC        | Championship |
| Départs              |             |           |                 |                        |              |
| Marquinhos           | Brésil      | Attaquant | Prêt            | Fluminense FC          | Brasileirão  |
| Rúnar Alex Rúnarsson | Islande     | Gardien   | Transfert libre | FC Copenhague          | Superligaen  |

## Compétitions
| Premier League     | Coupe d'Angleterre | Coupe de la Ligue | Community Shield | Ligue des champions |
| ------------------ | ------------------ | ----------------- | ---------------- | ------------------- |
| Deuxième 89 points | 3e tour            | 8e de finale      | Finale           | Quarts de finale    |
| 28V 5N 5D          | 0V 0N 1D           | 1V 0N 1D          | 0V 1N 0D         | 5V 2N 3D            |
| TOTAL: 34V 8N 10D  |                    |                   |                  |                     |

### Community Shield
Arsenal lance sa saison en gagnant le dix-septième Community Shield de son histoire, aux tirs au but contre le champion en titre Manchester City. Les Londoniens ont fait preuve de coeur et de caractère dans un match longtemps laborieux qui s'est emballé dans le dernier quart d'heure.

### Championnat

#### Journées 1 à 5
Arsenal a entamé sa saison de manière positive, remportant le match malgré quelques moments tendus en fin de partie. Les buts de Nketiah et Saka ont été déterminants, permettant aux Gunners de bien débuter et de se joindre à Manchester City en tête du classement. Malgré une fin de match encourageante pour Nottingham, il s'agit de leur première défaite, marquant un départ difficile pour l'équipe malgré une fin de partie prometteuse.  Arsenal continue sur sa lancée en obtenant une deuxième victoire consécutive. La décision du match a été scellée par un penalty converti par Martin Odegaard à la 54e minute. Malgré un joueur expulsé, les Gunners ont réussi à maintenir leur avantage et occupent désormais la troisième place au classement. Crystal Palace, classé onzième, a exercé une pression constante, mais le gardien Aaron Ramsdale a su résister. Arsenal a été contraint au match nul par Fulham, malgré une tentative de retournement de situation en seconde période. Menés à la pause, les Gunners ont égalisé grâce à un penalty de Saka et un but rapide de Nketiah. Cependant, la détermination des Cottagers, réduits à dix, s'est manifestée avec l'égalisation de Palhinha sur corner. Le résultat final a été un match nul.  Arsenal a remporté le choc contre Manchester United dans un match riche en rebondissements. Après avoir connu diverses émotions, les Gunners ont fini par marquer deux fois dans un temps additionnel apparemment interminable. Cette victoire maintient Arsenal invaincu et les propulse à la cinquième place du classement. En revanche, Manchester United, qui avait pris l'avantage grâce à Alejandro Garnacho, connaît une nouvelle chute au classement et se retrouve à la onzième place. Malgré une possession de balle dominante à hauteur de 75%, Arsenal a rencontré des difficultés face à des adversaires bien organisés, manquant d'idées et de vivacité. Cependant, les Gunners ont finalement réussi à percer la défense adverse grâce à Trossard. Cette victoire à Goodison Park permet à Arsenal de consolider sa position dans le peloton de tête, tandis qu'Everton se retrouve à la 18e place au classement.

#### Journées 6 à 10
Dans un derby animé, Arsenal et Tottenham ont partagé les points, aboutissant à un nul logique. Bien que les Gunners aient initialement dominé, ils ont montré des signes de fatigue physique. Les Spurs, restant maîtres de la situation, ont démontré du caractère en revenant deux fois au score. Les deux rivaux maintiennent ainsi leur position dans le Top 5. Arsenal réalise une performance solide avec une victoire pleine de maturité, dominant complètement face à une équipe de Bournemouth peu entreprenante. La performance du gardien Neto a limité les dégâts pour Bournemouth. Les Gunners profitent du premier revers de City cette saison pour revenir à la deuxième place, à seulement un point, avant leur affrontement crucial le 8 octobre. Arsenal met fin à huit ans de disette face à Manchester City en remportant un match longtemps fermé et pauvre en occasions. Les remplaçants des Gunners ont été décisifs, permettant à l'équipe de rejoindre Tottenham en tête de la Premier League. Cette victoire signifie une deuxième défaite consécutive pour les Citizens. Dans un retournement spectaculaire, Arsenal a réussi à égaliser face à Chelsea à Stamford Bridge, malgré un déficit de deux buts. Moudrik, impliqué dans les deux buts des Blues, a vu son équipe concéder un avantage précieux. Une erreur de relance de Sanchez a été exploitée par Rice pour redonner vie à Arsenal. Trossard a ensuite égalisé dès son premier contact avec le ballon, profitant d'une passe de Sako. Ce résultat a permis à Arsenal de maintenir son invincibilité. Les Gunners ont écrasé le promu Sheffield, enregistrant une victoire éclatante grâce à la performance exceptionnelle d'Eddie Nketiah. Cette défaite constitue la 9e en 10 matches de Premier League pour Sheffield, actuellement lanterne rouge. Arsenal, toujours invaincu en championnat, se rapproche à deux points du leader, Tottenham, dans une après-midi parfaite.

#### Classement
| Rang | Équipe                  | Pts | J  | G  | N  | P  | Bp | Bc | Diff | Qualification ou relégation                                    |
| ---- | ----------------------- | --- | -- | -- | -- | -- | -- | -- | ---- | -------------------------------------------------------------- |
| 1    | Manchester City T SU MC | 91  | 38 | 28 | 7  | 3  | 96 | 34 | +62  | Qualification pour la phase de ligue de la Ligue des champions |
| 2    | Arsenal FC S            | 89  | 38 | 28 | 5  | 5  | 91 | 29 | +62  | Qualification pour la phase de ligue de la Ligue des champions |
| 3    | Liverpool FC L          | 82  | 38 | 24 | 10 | 4  | 86 | 41 | +45  | Qualification pour la phase de ligue de la Ligue des champions |
| 4    | Aston Villa             | 68  | 38 | 20 | 8  | 10 | 76 | 61 | +15  | Qualification pour la phase de ligue de la Ligue des champions |
| 5    | Tottenham Hotspur       | 66  | 38 | 20 | 6  | 12 | 74 | 61 | +13  | Qualification pour la phase de ligue de la Ligue Europa        |

#### Évolution du classement et des résultats
| Journée  | 1 | 2 | 3 | 4 | 5 | 6 | 7 | 8 | 9 | 10 | 11 | 12 | 13 | 14 | 15 | 16 | 17 | 18 | 19 | 20 | 21 | 22 | 23 | 24 | 25 | 26 | 27 | 28 | 29 | 31 | 30 | 32 | 33 | 34 | 35 | 36 | 37 | 38 | Journées en tête |
| -------- | - | - | - | - | - | - | - | - | - | -- | -- | -- | -- | -- | -- | -- | -- | -- | -- | -- | -- | -- | -- | -- | -- | -- | -- | -- | -- | -- | -- | -- | -- | -- | -- | -- | -- | -- | ---------------- |
| Résultat |   |   |   |   |   |   |   |   |   |    |    |    |    |    |    |    |    |    |    |    |    |    |    |    |    |    |    |    |    |    |    |    |    |    |    |    |    |    | —                |
| Rang     |   |   |   |   |   |   |   |   |   |    |    |    |    |    |    |    |    |    |    |    |    |    |    |    |    |    |    |    |    |    |    |    |    |    |    |    |    |    | 0                |

### Ligue des champions

#### Coefficient UEFA
| Club | Rang 20.. | Rang 20.. | Évolution | 20..-20.. | 20..-20.. | 20..-20.. | 20..-20.. | 20..-20.. | Coefficient |
| ---- | --------- | --------- | --------- | --------- | --------- | --------- | --------- | --------- | ----------- |
| ...  | -         | -         | -         | -         | -         | -         | -         | -         | -           |
| ...  | -         | -         | -         | -         | -         | -         | -         | -         | -           |
| ...  | -         | -         | -         | -         | -         | -         | -         | -         | -           |

## Joueurs et encadrement technique

### Effectif professionnel
En grisé, les sélections de joueurs internationaux chez les jeunes mais n'ayant jamais été appelés aux échelons supérieurs une fois l'âge-limite dépassé ou les joueurs ayant pris leur retraite internationale.

## Statistiques

### Statistiques collectives
| Compétition         | Débute au tour | Termine | Matches joués | Gagnés | Nuls | Perdus | Buts pour | Buts contre | Différence |
| ------------------- | -------------- | ------- | ------------- | ------ | ---- | ------ | --------- | ----------- | ---------- |
| Premier League      | -              | -       | -             | -      | -    | -      | -         | -           | -          |
| Coupe d'Angleterre  | -              | -       | -             | -      | -    | -      | -         | -           | -          |
| Coupe de la Ligue   | -              | -       | -             | -      | -    | -      | -         | -           | -          |
| Community Shield    | -              | -       | -             | -      | -    | -      | -         | -           | -          |
| Ligue des champions | -              | -       | -             | -      | -    | -      | -         | -           | -          |
| Total               | -              | -       | -             | -      | -    | -      | -         | -           | -          |

### Statistiques individuelles
(Mis à jour le )
| Numéro | Nat. | Nom | Championnat | Championnat | Championnat    | Championnat | Championnat  | Ligue Europa | Ligue Europa | Ligue Europa   | Ligue Europa | Ligue Europa | Coupe d'Allemagne | Coupe d'Allemagne | Coupe d'Allemagne | Coupe d'Allemagne | Coupe d'Allemagne | Total | Total       | Total          | Total  | Total        |
| Numéro | Nat. | Nom | M.j.        | But inscrit | Passe décisive | Averti      | Carton rouge | M.j.         | But inscrit  | Passe décisive | Averti       | Carton rouge | M.j.              | But inscrit       | Passe décisive    | Averti            | Carton rouge      | M.j.  | But inscrit | Passe décisive | Averti | Carton rouge |
| ------ | ---- | --- | ----------- | ----------- | -------------- | ----------- | ------------ | ------------ | ------------ | -------------- | ------------ | ------------ | ----------------- | ----------------- | ----------------- | ----------------- | ----------------- | ----- | ----------- | -------------- | ------ | ------------ |
|        |      |     | 0           | 0           | 0              | 0           | 0            | 0            | 0            | 0              | 0            | 0            | 0                 | 0                 | 0                 | 0                 | 0                 | 0     | 0           | 0              | 0      | 0            |